# Komitet Polityczny i Bezpieczeństwa
Komitet Polityczny i Bezpieczeństwa, fr. Comité politique et de sécurité, COPS, ang. Political and Security Committee, PSC – instytucja pomocnicza Rady Unii Europejskiej w dziedzinie wspólnej polityki zagranicznej i bezpieczeństwa oraz wspólnej polityki bezpieczeństwa i obrony UE.

## Początki działalności
Komitet Polityczny i Bezpieczeństwa powstał w wyniku reformy wspólnej polityki zagranicznej i bezpieczeństwa UE, wprowadzonej na mocy Traktatu amsterdamskiego oraz postanowień Rady Europejskiej w Helsinkach w grudniu 1999 r. Jego poprzednikiem był Komitet Polityczny, działający w ramach Europejskiej Współpracy Politycznej na szczeblu dyrektorów politycznych. Od marca 2000 r. Komitet funkcjonował tymczasowo na mocy decyzji Rady UE. Do prawa pierwotnego UE został wprowadzony formalnie na mocy art. 25 Traktatu nicejskiego oraz decyzji Rady UE ze stycznia 2001 r. jako instytucja monitorująca sytuację międzynarodową oraz doradzająca Radzie UE w podejmowaniu decyzji w kwestiach międzynarodowych. Komitet uzyskał też uprawnienia do kontroli politycznej i strategicznego nadzoru nad operacjami zarządzania kryzysowego UE. Po reformie wspólnej polityki zagranicznej i bezpieczeństwa na mocy Traktatu lizbońskiego Komitet stał się organem pomocniczym Rady UE oraz Wysokiego Przedstawiciela ds. zagranicznych i polityki bezpieczeństwa UE.

## Skład i kompetencje
Komitet Polityczny i Bezpieczeństwa składa się z wysokiej rangi przedstawicieli państw członkowskich UE, zazwyczaj w randze ambasadora. Przewodniczy mu osoba wyznaczona przez Wysokiego Przedstawiciela ds. zagranicznych i polityki bezpieczeństwa UE. Komitet ma charakter stały, posiedzenia odbywają się zwykle dwa razy w tygodniu. Komitet wspierany jest przez Komitet ds. Cywilnych Aspektów Zarządzania Kryzysami, Sztab Wojskowy Unii Europejskiej oraz Komitet Wojskowy Unii Europejskiej.
Art. 38 Traktatu o Unii Europejskiej wymienia następujące zadania Komitetu Politycznego i Bezpieczeństwa:
- obserwowanie sytuacji międzynarodowej w dziedzinach objętych wspólną polityką zagraniczną i bezpieczeństwa UE,
- udział w formułowaniu działań w ramach wspólnej polityki zagranicznej i bezpieczeństwa UE, z inicjatywy Rady UE, Wysokiego Przedstawiciela ds. zagranicznych i polityki bezpieczeństwa oraz z inicjatywy własnej, a także czuwanie nad realizacją postanowień,
- kontrola polityczna i kierownictwo strategiczne nad operacjami zarządzania kryzysowego UE, o których mowa w art. 43 Traktatu o Unii Europejskiej, w tym podejmowanie decyzji na podstawie upoważnienia Rady UE.